# あの夏の子供たち
『あの夏の子供たち』（あのなつのこどもたち、Le père de mes enfants）は、2009年のフランスのドラマ映画（日本公開は2010年）。第62回カンヌ国際映画祭のある視点部門で上映された。

## ストーリー
自殺した映画プロデューサーの妻のシルヴィアとその娘のクレマンスら家族の行動を描く。

## キャスト
- キアラ・カゼッリ: シルヴィア・カンヴェル
- ルイ＝ド・ドゥ・ランクザン: グレゴワール・カンヴェル
- アリス・ドゥ・ランクザン: クレマンス・カンヴェル
- アリス・ゴーティエ: ヴァランティーヌ・カンヴェル
- エリック・エルモスニーノ: セルジュ
- マネル・ドリス: ビリー・カンヴェル
- イゴール・ハンセン＝ラヴ: アルチュール
- サンドリーヌ・デュマ: ヴァレリー
- ドミニク・フロ: ベレニス
- ジャムシェド・ウスマノフ: コヴァ・アシモフ